# 秦起宗
秦起宗（1273年—1337年），字元卿，元朝官员，祖籍上党，后迁居广平洺水县（今河北威县西）。
秦起宗生长在战乱时，学写字没有纸，父亲秦顺削柳为简，教他写字。熟诵后，削去原来的字再写。十七岁，入蒙古学，学成，被征召为武卫译史。御史中丞塔察儿把他升为中台译史。元仁宗即位，废除尚书省，秦起宗改为中书省译史。升任太子家令司典簿官、江南行台御史。元文宗即位，累拜中台御史，弹劾中丞和尚、福建御史卜咱耳。和尚服罪，卜咱耳流放岭南。从此尽言无讳，建议都被听用。转任都漕运使，出为抚州路总管。后以兵部尚书致仕。去世后，谥昭肃。著有《御史奏议》一卷。四子：秦钧，官至西台御史；秦铨，官至都省掾；秦铎，早卒；秦镛，官至延徽寺经历。